# Certificado de Aptitud Pedagógica (España)
El Certificado de Aptitud Pedagógica (CAP) era el requisito indispensable en España para que los licenciados, ingenieros, arquitectos o equivalentes pudieran ejercer la enseñanza secundaria según la ley orgánica 1/1990 de 3 de octubre, de Ordenación General del Sistema Educativo (LOGSE). También se suele denominar CAP al Curso de Aptitud (o Adaptación) Pedagógica que conduce a su obtención.
La base normativa se encuentra en la Ley General de Educación de 1970 y en la Orden Ministerial de 8 de julio de 1971.
Según el Real Decreto de 4 de junio de 1993, no es necesario cursarlo para el ingreso en las especialidades de tecnología, psicología y pedagogía y formación empresarial, ni tampoco en ninguna de las correspondientes al Cuerpo de Profesores Técnicos de Formación Profesional. Es decir, los diplomados o ingenieros técnicos (además de los licenciados) que pueden optar a las plazas de profesor de dichas áreas no están obligados a cursarlo.
El curso 2009/2010 fue el primero en el cual no se impartió el CAP. En su lugar se implementó un Máster específico para este fin, debido a la entrada en vigor del Espacio Europeo de Educación Superior (EEES), conocido como Plan Bolonia. Ese Máster es el llamado Máster en formación del profesorado de educación secundaria obligatoria, bachillerato, formación profesional y enseñanza de idiomas. El CAP sigue siendo válido. Tanto CAP como Máster son considerados por igual en las oposiciones a secundaria y capacitan donde sea precisa al ser formación de postgrado.